# Ángela Atienza López
Ángela Atienza López (Calatayud, 1963) es catedrática de Historia Moderna en la Universidad de La Rioja.

## Biografía
Nació en 1963, en Calatayud (Zaragoza). Es licenciada en Filosofía y Letras y en 1990 se doctoró en Historia por la Universidad de Zaragoza, con Premio Extraordinario de Doctorado.Es catedrática de Historia Moderna en la Universidad de La Rioja.

### Trayectoria profesional
Ha sido investigadora principal de cinco proyectos del Plan Nacional,y es miembro del proyecto internacional SORORES. Les religieuses non cloîtrées en Europe du Sud, XIIe-XVIIIe siècle.
Es la coordinadora del Grupo de Investigación Historia social y cultural. Edad Media y Edad Moderna de la Universidad de La Rioja.
Sus líneas de investigación actuales se enmarcan en los ámbitos de la historia social y cultural, el mundo religioso y la historia de las mujeres. En su producción científica se incluyen también numerosos trabajos en libros colectivos del ámbito nacional e internacional,artículos en revistas especializadas y la coordinación de monográficos en revistas como Hispania, Hispania Sacra y Dimensioni e Problemi della Ricerca Storica.
Ha ocupado diversos cargos de gestión, como vicerrectora de Recursos para la Docencia y la Investigación (1996-2000) y miembro de la Comisión de Investigación de la UR desde 2009.
Desde 2018 hasta 2023 ha sido vicepresidenta segunda del patronato de la Fundación Española de Historia Moderna.

## Obra
Entre sus publicaciones, destacan las siguientes: 
- Tiempos de conventos. Una historia social de las fundaciones en la España Moderna (Marcial Pons, 2008).[11]
- Editora de Iglesia Memorable. Crónicas, historias, escritos… a mayor gloria. Siglos XVI-XVIII (Silex, 2012).[12]
- Mujeres entre el claustro y el siglo. Autoridad y poder en el mundo religioso femenino, ss. XVI-XVIII. (Sílex, 2018).[13]
- Historia de la sororidad, historias de sororidad. Manifestaciones y formas de solidaridad femenina en la Edad Moderna (Marcial Pons, 2022).[14]

## Premios y reconocimientos
- 1991 Premio Extraordinario de Doctorado por su tesis sobre la agricultura aragonesa en la transición al nuevo régimen.[15]